# Grays International
La Grays International (o semplicemente Grays) è un'azienda che produce attrezzature sportive per hockey su prato, racquets e cricket. Ha una società sorella, "Gray-Nicolls Sports Pty Ltd.", con sede a Cheltenham, in Australia.

## Storia
L'azienda, che ha sede a Cambridge, in Inghilterra, venne fondata nel 1855 dal campione di rackets H. J. Gray. È nota soprattutto per l'attrezzatura per l'hockey su prato, dopo aver acquisito il marchio Hazells nel 1941, ma produce equipaggiamento anche per il cricket (dopo essersi fusa con la L. J. Nicolls negli anni quaranta per formare la Gray-Nicolls) e per sport della racchetta come tennis, squash, badminton e racquetball.

## Altri marchi
Oltre ai marchi Grays e Gray-Nicolls, la Grays International possiede anche Steeden, noto per le palle da rugby a 13, acquisito nel 1995, e Gilbert, che produce equipaggiamento per il rugby e il netball, comprato nel 2002.